# 開爾文橋站
開爾文橋（英語：Kelvinbrige）是格拉斯哥地铁位於該市河右岸（即中心以北）的開爾文橋一帶地區的地鐵站，服务于活蘭斯、伍德賽德和希爾賽德地区。車站因站旁有横跨開爾文河的橋梁而得名。该站是服务格拉斯哥大學與開爾文格羅夫公園的两个车站之一，另一个是開爾文廳站。
该站与地铁系统的其他站于1896年一同开通，1977年关闭进行翻新，並於3年后的1980年重新开放。该站保留了原有的島式月台佈局，且是迄今為止保留此配置的車站中最繁忙者。
该站设有停车场，建在斯托布克羅斯至瑪麗希爾中央綫路的開爾文橋货场旧址上。
该站因靠近开尔文河而成为整個地铁系統最深的车站，因此该地区的隧道容易渗漏，需要持续运行的泵送系统以保持车站干燥。車站最初是通过南活塞特路上的一栋公寓樓地面層进入的，通过从同名桥下来的外部铸铁楼梯可通往大西部路。经过现代化改造后，专门建造的地面售票大厅可通过自动扶梯直达大西部路的新主入口。
旧车站入口现为现今车站的紧急出口，紧急出口在铁楼梯底部的門有“保持畅通”的標記。

## 乘客人数
- 2011/12年度：每年91.3万[16]